# Petrogale godmani
Espèce
Répartition géographique
Statut de conservation UICN

 NT  : Quasi menacé
Le pétrogale de Godman (Petrogale godmani) est une espèce de wallaby endémique de l'Australie

## Description
Il mesure 45 à 59 cm de haut; sa queue mesure environ 50 cm. Il pèse 6 kg. La partie supérieure du corps est gris-brun. Il y a très peu de différence entre lui et les six autres espèces de pétrogales trouvés dans cette région et les différences ont été faites seulement par étude génétique.

## Répartition et habitat
On le rencontre dans le nord et le nord-est du Queensland en Australie, généralement dans les régions côtières légèrement boisées.
Il se réfugie dans les rochers (gorges, éboulis, collines) pour se cacher et va sa nourrir dans les zones boisées adjacentes.

## Alimentation
Il se nourrit de pousses d'herbes, de fruits, de graines et de fleurs. Il se laisse nourrir à la main.

## Mode de vie
Il est toujours en activité

## Reproduction
Il se reproduit toute l'année.